# Olympische Winterspiele 1988
| Medaillenspiegel               | Medaillenspiegel   | Medaillenspiegel | Medaillenspiegel | Medaillenspiegel | Medaillenspiegel |
| Platz                          | Land               | G                | S                | B                | Ges.             |
| ------------------------------ | ------------------ | ---------------- | ---------------- | ---------------- | ---------------- |
| 1                              | Sowjetunion        | 11               | 9                | 9                | 29               |
| 2                              | DDR                | 9                | 10               | 6                | 25               |
| 3                              | Schweiz            | 5                | 5                | 5                | 15               |
| 4                              | Finnland           | 4                | 1                | 2                | 7                |
| 5                              | Schweden           | 4                | –                | 2                | 6                |
| 6                              | Österreich         | 3                | 5                | 2                | 10               |
| 7                              | Niederlande        | 3                | 2                | 2                | 7                |
| 8                              | BR Deutschland     | 2                | 4                | 2                | 8                |
| 9                              | Vereinigte Staaten | 2                | 1                | 3                | 6                |
| 10                             | Italien            | 2                | 1                | 2                | 5                |
| …                              | …                  | …                | …                | …                | …                |
| 16                             | Liechtenstein      | –                | –                | 1                | 1                |
| Vollständiger Medaillenspiegel |                    |                  |                  |                  |                  |

Die Olympischen Winterspiele 1988 (auch XV. Olympische Winterspiele genannt) wurden 1988 in Calgary ausgetragen, einer Großstadt in der kanadischen Provinz Alberta. Andere Kandidatenstädte waren Falun in Schweden und Cortina d’Ampezzo in Italien.

## Höhepunkte
- Erheiterndes gab es durch Eddie „the Eagle“ Edwards im Skispringen und die jamaikanische Bobmannschaft.
- Die Mannschaft der Bundesrepublik Deutschland konnte sowohl im Mannschaftswettbewerb der Nordischen Kombination (Hans-Peter Pohl, Hubert Schwarz, Thomas Müller), als auch in der Abfahrt der Damen mit Marina Kiehl Gold holen.
- Für die DDR gewannen unter anderem Katarina Witt (Eiskunstlauf), Frank-Peter Roetsch (Biathlon) und Uwe-Jens Mey (Eisschnelllauf) Gold in Calgary. Am 19. Februar waren Gold und Silber im Rodel-Doppelsitzer durch Jörg Hoffmann/Jochen Pietzsch sowie Stefan Krauße/Jan Behrendt die Medaillen 100 und 101, seitdem die DDR 1968 in Grenoble zum ersten Mal eine eigene Mannschaft stellte, womit die DDR zum fünften Mitglied im olympischen «Hunderter-Club» wurde. Mehr Medaillen hatten bisher lediglich die UdSSR, Norwegen, die USA und Finnland gesammelt.[1]

## Wahl des Austragungsortes
|                   | 1. Wahlgang | 2. Wahlgang |
| ----------------- | ----------- | ----------- |
| Calgary           | 35          | 48          |
| Falun             | 25          | 31          |
| Cortina d’Ampezzo | 18          |             |
| Enthaltungen      | 1           |             |

Die Entscheidung fiel bei der 84. IOC-Session (21. September bis 4. Oktober 1981 in Baden-Baden). Calgary hatte sich bereits 1964 und 1968 ohne Erfolg für die Olympischen Winterspiele beworben. Im zweiten Anlauf war man Grenoble erst im dritten Wahlgang mit 24 zu 27 Stimmen unterlegen.

## Wettkampfstätten
Die meisten Wettbewerbe, darunter alle Eiswettbewerbe, fanden in Calgary statt. Lediglich die Alpinen Wettbewerbe fanden etwa 80 Kilometer westlich von Calgary in Kananaskis Country, die Biathlon- und Langlaufwettbewerbe etwa 105 Kilometer westlich von Calgary in Canmore statt.

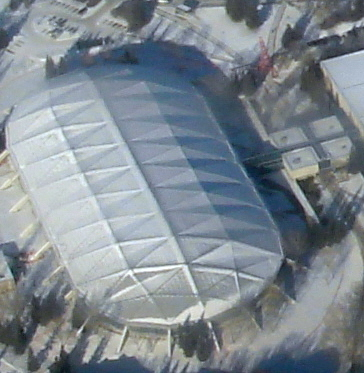
Das Eisstadion Olympic Oval

### Calgary
- McMahon Stadium – Eröffnungs- und Schlussfeier
- Olympic Plaza – Siegerehrungen
- Olympic Oval – Eisschnelllauf
- Olympic Saddledome – Eiskunstlauf, Eishockey
- Max Bell Centre – Curling, Shorttrack
- Stampede Corral – Eiskunstlauf, Eishockey
- Father David Bauer Olympic Arena – Eishockey
- Canada Olympic Park:
  - Bob- und Rennschlittenbahn im Canada Olympic Park – Bob, Rodeln
  - Alberta Ski Jump Area – Nordische Kombination, Skispringen
  - Freestyle-Skiingpark Calgary – Freestyle-Skiing

### Canmore
- Canmore Nordic Centre – Biathlon, Langlauf, Nordische Kombination

### Kananaskis Country
- Nakiska – Ski Alpin

## TV und Radio; Pekuniäres
- TV-Gigant ABC hatte 309 Mio. US-$ für die Übertragungsrechte bezahlt. Die Gesamteinkünfte des Veranstalters würden laut der Wirtschaftszeitung «Business Week» 427 Mio. US-$ betragen, sie dürften die Investitionen der Stadt Calgary um etwa 30 Mio. US-$ übersteigen.
- ARD und ZDF legten für ca. 200 Übertragungsstunden bei 12 Mio. DM aus. Der ORF hatte für die TV-Rechte 17,5 Mio. Schilling bezahlt, es waren 186 Stunden Übertragungszeit geplant.
- Die Rechtsabteilung des Olympischen Organisationskomitees (OCO) musste die wirtschaftlichen Interessen von 97 Sponsoren, Suppliern und Lizenzträgern schützen – die Vermarktungsverträge mit dem OCO brachten diesem bei 70 Mio. US-$. Einen Rechtsstreit gab es zwischen dem Ingolstädter Automobilkonzern «Audi» und «General Motors» («GM»), einem Hauptsponsor, der bei 1,8 Mio. US-$ ausgeschüttet hatte, wobei die Bereitstellung von rund 3.000 Fahrzeugen nicht mitgerechnet waren, um sich „offizieller Transporteur“ nennen zu dürfen. «Audi» (konkret «Audi»/«Volkswagen») hatte aber Anfang Januar einen 286 Wagen umfassenden Fuhrpark im Wert von rund 10 Mio. US-$ im «GM»-Revier Calgary errichtet, der für die deutsche Mannschaft und das nordische Team der Kanadier bestimmt war. Hauptstreitpunkte waren die vier «Audi»-Ringe und die Aufschrift „Calgary 1988“ auf den Türen. «Audi» musste den Schriftzug letztlich löschen. Auch der japanische Konzern «Subaru», Sponsor des Schweizer Olympischen Komitees, der 5 Ringe auf die Türen geklebt hatte, musste diese wieder entfernen – trotzdem waren die im Rechtsstreit Unterlegenen keine Verlierer, denn die TV-Stationen und Zeitungen in Kanada berichteten täglich über den Stand der Dinge, was eine Werbewirkung hatte.[2]

## Olympischer Fackellauf
Der olympische Fackellauf dauerte 95 Tage: 6.250 Läufer legten mit der Fackel insgesamt rund 18.000 Kilometer zurück.
Der Fackellauf begann wie immer im griechischen Olympia und führte dann nach Athen. Von Griechenland nach Kanada wurde die Fackel per Flugzeug transportiert. In Kanada kam sie in St. John’s an. Dann wurde sie über Québec, Montreal, Ottawa, Toronto, Winnipeg, Inuvik, Vancouver und Edmonton nach Calgary weitergereicht. Schlussläuferin war Robyn Perry, eine damals zwölfjährige kanadische Schülerin und Eiskunstläuferin.

## Teilnehmer
Eine Rekordzahl von 57 Nationen nahm an den Olympischen Winterspielen 1988 teil. Die Staaten Fidschi, Guam, Guatemala, Jamaika und die Niederländischen Antillen feierten ihre Premieren bei Olympischen Winterspielen.
| Europa (983 Athleten aus 31 Nationen) | Europa (983 Athleten aus 31 Nationen) | Europa (983 Athleten aus 31 Nationen) |
| --- | --- | --- |
| - Andorra (4) - Belgien (1) - Bulgarien (26) - Dänemark (1) - DDR (53) - BR Deutschland (90) - Finnland (53) - Frankreich (68) - Griechenland (6) - Großbritannien (48) - Island (3) | - Italien (58) - Jugoslawien (22) - Liechtenstein (13) - Luxemburg (1) - Monaco (3) - Niederlande (11) - Norwegen (63) - Österreich (81) - Polen (32) - Portugal (5) - Rumänien (11) | - San Marino (5) - Schweden (68) - Schweiz (67) - Spanien (12) - Tschechoslowakei (60) - Türkei (8) - Sowjetunion (102) - Ungarn (5) - Zypern (3) |
| Amerika (296 Athleten aus 12 Nationen) | | |
| - Amerikanische Jungferninseln* (6) - Argentinien (15) - Bolivien (6) - Chile (5) | - Costa Rica (2) - Guatemala* (6) - Jamaika* (4) - Kanada (113) | - Mexiko (11) - Niederländische Antillen* (2) - Puerto Rico (9) - Vereinigte Staaten (117)                                                        |
| Asien (113 Athleten aus 9 Nationen) | | |
| - China, Volksrepublik (13) - Chinesisch Taipeh (13) - Indien (3) | - Japan (48) - Korea, DVR (6) - Korea, Republik (22) | - Libanon (4) - Mongolei (3) - Philippinen (1) |
| Ozeanien (30 Athleten aus 4 Nationen) | | |
| - Australien (19) - Fidschi* (1) | - Guam* (1) | - Neuseeland (9) |
| Afrika (3 Athleten aus 1 Nation) | | |
| - Marokko (3) | | |
| (Anzahl der Athleten) * Erstmalige Teilnahme an Winterspielen | | |

## Zeremonien

### Eröffnungsfeier
Die Eröffnungsfeier fand am 13. Februar im McMahon Stadium (allerdings auf weißem Sand statt Schnee) statt. 48.193 Zuschauer waren live vor Ort. Offiziell eröffnet wurden die Spiele durch die kanadische Generalgouverneurin Jeanne Sauvé; es gab Ansprachen durch IOC-Präsident Juan Antonio Samaranch sowie OK-Chef Frank King vor 1.428 Teilnehmern aus 57 Ländern. Letzte Fackelträgerin war ein 12-jähriges kanadisches Schulkind namens Robyn Perry. Den olympischen Eid sprachen der Ski- und Straßenradsportler und nunmehrige Langläufer Pierre Harvey und die Eiskunstlauf-Kampfrichterin Suzanna Morrow Francis aus Kanada.

Fahnenträger für die beiden deutschen Staaten waren Peter Angerer, dessen Nominierung etwas umstritten war, bzw. Frank-Peter Roetsch, die beide Biathleten waren. Für die Schweiz war es Michela Figini, für Österreich Leonhard Stock, beide aus dem alpinen Skisportbereich. Es wurde moniert, dass die gesamte Zeremonie um eine halbe Stunde zu lange dauerte.

### Siegerehrungen
Die Siegerehrungen wurden in der Olympic Plaza abgehalten.

### Schlussfeier
Die Schlussfeier fand am 28. Februar 1988, wie die Eröffnungsfeier, im McMahon Stadium statt. Im Stadion waren 48.194 Zuschauer. Erstmals wurde im Rahmen der Schlussfeier die olympische Flagge weitergegeben und zwar vom Bürgermeister von Calgary, Ralph Klein, an den Bürgermeister von Albertville, Henri Dujoi.

## Medaillen und Diplome

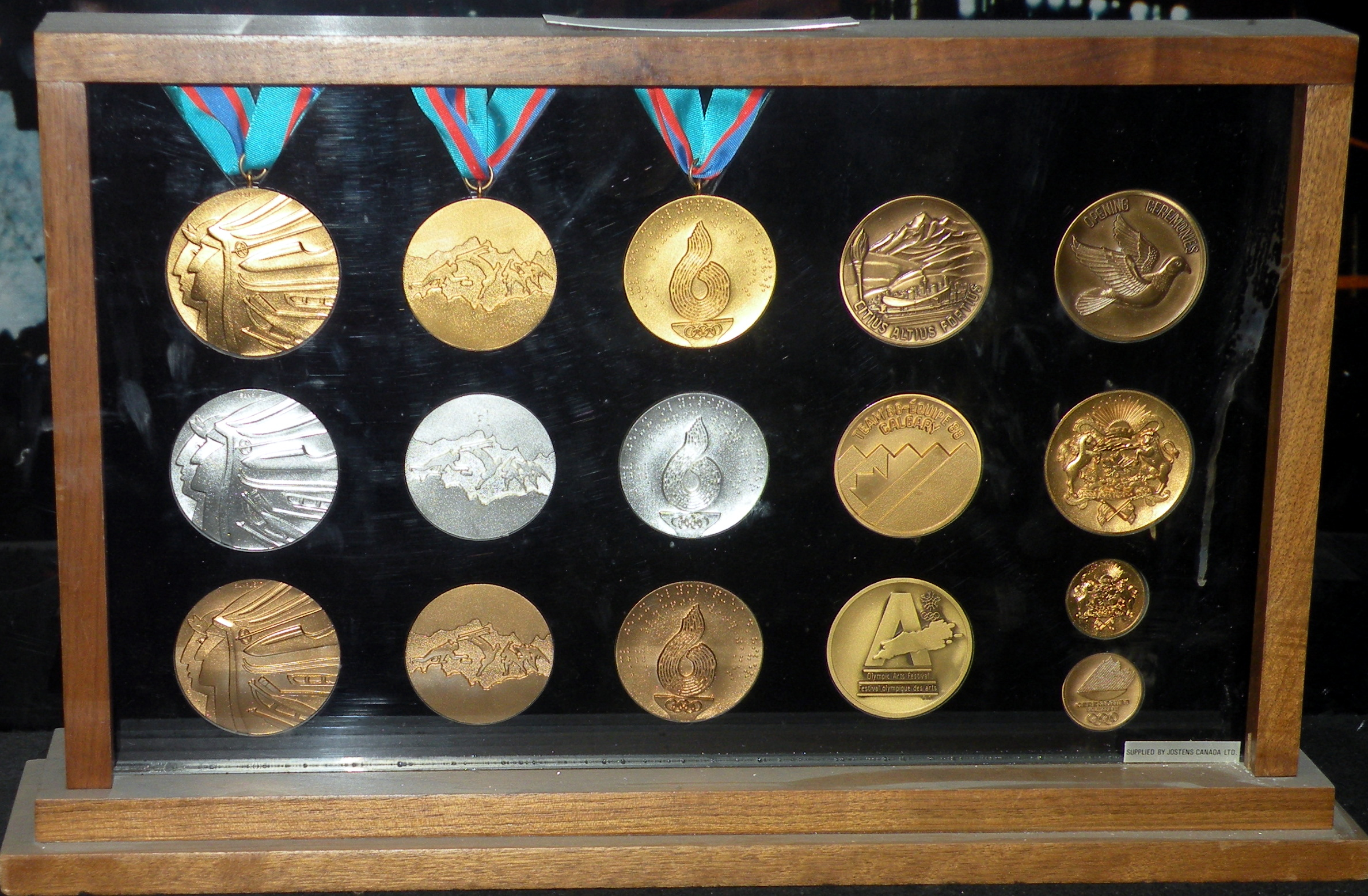
Ein Medaillensatz, ausgestellt im Pengrowth Saddledome in Calgary

Die Olympiamedaillen wurden von Friedrich Peter aus Vancouver entworfen. Die Auflage betrug 267 Stück. Die Goldmedaille hatte ein Gewicht von 252,4 Gramm, die Silbermedaille wog 226 Gramm und die Bronzemedaille 106,3 Gramm. Des Weiteren wurden 102 Medaillen für die Demonstrationswettbewerbe hergestellt. Die olympischen Diplome waren zweisprachig und waren von den Präsidenten des Organisationskomitees sowie des IOCs signiert. Der Name der Athleten wurde von Kalligraphen von Hand geschrieben.
Die Olympiamedaillen und olympischen Diplome wurden täglich am Olympic Plaza überreicht. Falls es den Athleten nicht möglich war, rechtzeitig zum Plaza zu gelangen, wurde die Vergabe vor Ort bei den Wettkampfstätten durchgeführt.

## Wettkampfprogramm
Es wurden 46 Wettbewerbe (28 für Männer, 16 für Frauen und 2 Mixed-Wettbewerbe) in 6 Sportarten/10 Disziplinen ausgetragen. Das waren 7 Wettbewerbe mehr als in Sarajevo 1984 – die Anzahl der Sportarten/Disziplinen blieb gleich.
In Calgary fanden die Winterspiele erstmals über 16 Tage statt, inklusive dreier Wochenenden. Dies wurde vor allem von Seiten der Fernsehanstalten gewünscht. Die offizielle Gesamtzuschauerzahl wurde mit 1.507.376 angegeben (inklusive 77.028 Freikarten für die olympische Familie). Dies entspricht einer Auslastung von 77,8 Prozent. Die höchste Auslastung wurde im Bobsport mit 95,7 Prozent verzeichnet.
Nachfolgend die Änderungen zu den vorherigen Winterspielen im Detail:
- Im Eisschnelllauf kamen die 5000 m für Frauen hinzu.
- Beim Alpinen Skisport wurde der Super-G für Männer und Frauen ins Programm aufgenommen – darüber hinaus wurde die Alpine Kombination für Männer und Frauen nach 40 Jahren Pause wieder olympisch.
- In der Nordischen Kombination wurde ein Mannschaftswettbewerb von der Kleinschanze mit einer 3 × 10-km-Staffel dem Programm hinzugefügt – darüber hinaus wurde bei der Einzelentscheidung der Startmodus beim Langlauf auf die Gundersen-Methode umgestellt.
- Im Skispringen wurde ein Mannschaftswettbewerb von der Kleinschanze hinzugefügt.

### Olympische Sportarten/Disziplinen
- Biathlon Gesamt (3) = Männer (3)
- Bob Gesamt (2) = Männer (2)
- Eishockey Gesamt (1) = Männer (1)
- Eislauf
  -  Eiskunstlauf Gesamt (4) = Männer (1)/Frauen (1)/Mixed (2)
  -  Eisschnelllauf Gesamt (10) = Männer (5)/Frauen (5)
- Rennrodeln Gesamt (3) = Männer (2)/Frauen (1)
- Skisport
  -  Ski Alpin Gesamt (10) = Männer (5)/Frauen (5)
  - Ski Nordisch
    -  Nordische Kombination Gesamt (2) = Männer (2)
    -  Skilanglauf Gesamt (8) = Männer (4)/Frauen (4)
    -  Skispringen Gesamt (3) = Männer (3)

Anzahl der Wettkämpfe in Klammern

### Zeitplan
| Zeitplan                     | Zeitplan                     | Zeitplan                     | Zeitplan | Zeitplan | Zeitplan | Zeitplan | Zeitplan | Zeitplan | Zeitplan | Zeitplan | Zeitplan | Zeitplan | Zeitplan | Zeitplan | Zeitplan | Zeitplan | Zeitplan | Zeitplan | Zeitplan           | Zeitplan  |
| Disziplin                    | Disziplin                    | Disziplin                    | Sa. 13.  | So. 14.  | Mo. 15.  | Di. 16.  | Mi. 17.  | Do. 18.  | Fr. 19.  | Sa. 20.  | So. 21.  | Mo. 22.  | Di. 23.  | Mi. 24.  | Do. 25.  | Fr. 26.  | Sa. 27.  | So. 28.  | Ent- schei- dungen | Zuschauer |
| Disziplin                    | Disziplin                    | Disziplin                    | Februar  | Februar  | Februar  | Februar  | Februar  | Februar  | Februar  | Februar  | Februar  | Februar  | Februar  | Februar  | Februar  | Februar  | Februar  | Februar  | Ent- schei- dungen | Zuschauer |
| ---------------------------- | ---------------------------- | ---------------------------- | -------- | -------- | -------- | -------- | -------- | -------- | -------- | -------- | -------- | -------- | -------- | -------- | -------- | -------- | -------- | -------- | ------------------ | --------- |
| Eröffnungsfeier              | Eröffnungsfeier              | Eröffnungsfeier              |          |          |          |          |          |          |          |          |          |          |          |          |          |          |          |          |                    | 48.193    |
| Biathlon                     | Biathlon                     | Biathlon                     |          |          |          |          |          |          |          | 1        |          |          | 1        |          |          | 1        |          |          | 3                  | 29.429    |
| Bob                          | Bob                          | Bob                          |          |          |          |          |          |          |          |          | 1        |          |          |          |          |          |          | 1        | 2                  | 100.927   |
| Eishockey                    | Eishockey                    | Eishockey                    |          |          |          |          |          |          |          |          |          |          |          |          |          |          |          | 1        | 1                  | 484.800   |
| Eislauf                      | Eiskunstlauf                 | Eiskunstlauf                 |          |          |          | 1        |          |          |          | 1        |          |          | 1        |          |          |          | 1        |          | 4                  | 137.838   |
| Eislauf                      | Eisschnelllauf               | Eisschnelllauf               |          | 1        |          |          | 1        | 1        |          | 1        | 1        | 1        | 1        |          |          | 1        | 1        | 1        | 10                 | 39.763    |
| Rennrodeln                   | Rennrodeln                   | Rennrodeln                   |          |          | 1        |          | 1        |          | 1        |          |          |          |          |          |          |          |          |          | 3                  | 76.153    |
| Skisport                     | Ski Alpin                    | Ski Alpin                    |          |          | 1        |          | 1        |          | 1        |          | 2        | 1        |          | 1        | 1        | 1        | 1        |          | 10                 | 163.015   |
| Skisport                     | Ski Nordisch                 | Nordische Kombination        |          |          |          |          |          |          |          |          |          |          |          | 1        |          |          |          | 1        | 2                  | 203.886   |
| Skisport                     | Ski Nordisch                 | Skilanglauf                  |          | 1        | 1        |          | 1        |          | 1        |          | 1        | 1        |          |          | 1        |          | 1        |          | 8                  | 203.886   |
| Skisport                     | Ski Nordisch                 | Skispringen                  |          | 1        |          |          |          |          |          |          |          |          | 1        | 1        |          |          |          |          | 3                  | 203.886   |
| Schlussfeier                 | Schlussfeier                 | Schlussfeier                 |          |          |          |          |          |          |          |          |          |          |          |          |          |          |          |          |                    | 48.194    |
| Demonstrationswettbewerbe    |                              |                              |          |          |          |          |          |          |          |          |          |          |          |          |          |          |          |          |                    |           |
| Behindertenskisport Alpin    | Behindertenskisport Alpin    | Behindertenskisport Alpin    |          |          |          |          |          |          |          |          | 2        |          |          |          |          |          |          |          |                    | 9.933     |
| Behindertenskisport Nordisch | Behindertenskisport Nordisch | Behindertenskisport Nordisch |          |          |          |          | 2        |          |          |          |          |          |          |          |          |          |          |          |                    | 9.933     |
| Curling                      | Curling                      | Curling                      |          |          |          |          |          |          |          | 2        |          |          |          |          |          |          |          |          |                    | 15.527    |
| Freestyle-Skiing             | Freestyle-Skiing             | Freestyle-Skiing             |          |          |          |          |          |          |          |          | 1        | 2        | 1        |          | 2        |          |          |          |                    | 62.705    |
| Shorttrack                   | Shorttrack                   | Shorttrack                   |          |          |          |          |          |          |          |          |          | 1        | 3        | 3        | 3        |          |          |          |                    | 9.940     |
| Entscheidungen               | Entscheidungen               | Entscheidungen               |          | 4        | 2        | 2        | 3        | 2        | 2        | 4        | 4        | 3        | 4        | 3        | 2        | 3        | 4        | 4        | 46                 |           |
|                              |                              |                              | Sa. 13.  | So. 14.  | Mo. 15.  | Di. 16.  | Mi. 17.  | Do. 18.  | Fr. 19.  | Sa. 20.  | So. 21.  | Mo. 22.  | Di. 23.  | Mi. 24.  | Do. 25.  | Fr. 26.  | Sa. 27.  | So. 28.  |                    |           |
| Februar                      |                              |                              |          |          |          |          |          |          |          |          |          |          |          |          |          |          |          |          |                    |           |

Farblegende

#### Sportliche Erwartungen
Die Ansprüche der Schweizer Delegation waren auf insgesamt 8 Medaillen, die sich auf drei Sparten verteilten, ausgerichtet. Alpinchef Karl Frehsner warnte, speziell im Hinblick auf die Medaillenflut ein Jahr zuvor bei den Weltmeisterschaften 1987 in Crans-Montana, vor zu großen Erwartungen, da „die Entscheidungen am Mount Allen nicht im geringsten mit damals zu vergleichen sind“. Es wurde jedoch als Vorteil betrachtet, dass für das Alpinteam eine Dependance in einem Hotel nahe dem Zielraum von Nakiska gemietet und mehrere Teile der Olympiaabfahrt als Imitation in Saas-Fee erstellt worden waren.

## Wettbewerbe

### Biathlon
Insgesamt fanden drei Wettbewerbe für Männer im etwa 105 Kilometer westlich von Calgary gelegenen Canmore Nordic Centre statt.
Frank-Peter Roetsch (DDR) gewann beide Wettbewerbe. Im Sprint gewann er vor Waleri Medwedzew und Sergei Tschepikow, beide aus der Sowjetunion. Im Einzel gewann erneut Frank-Peter Roetsch vor Waleri Medwedzew, Dritter wurde diesmal der Italiener Johann Passler. Den Staffellauf konnte die Sowjetunion für sich entscheiden.
Es waren die letzten Olympischen Winterspiele, bei welchen Biathlon nur bei Männern olympisch war.

### Bob
In Calgary wurden ein Zweierbob und ein Viererbobwettkampf für Männer abgehalten.
Im Zweierbob gewann das Team Sowjetunion I, im Viererbob das Team Schweiz I.
Erstmals nahm auch die jamaikanische Bobmannschaft an den Olympischen Winterspielen teil. Sie hatten 1988 jedoch noch mit vielen Unfällen und technischen Schwierigkeiten zu kämpfen. Der Viererbob konnte nicht alle Läufe beenden und wurde nicht klassiert und der Zweierbob kam auf Platz 30. Die Qualifikation und Teilnahme der Jamaikaner war auch die Vorlage für die erfolgreiche Filmkomödie Cool Runnings, die 1993 in die Kinos kam.
Die Wettbewerbe fanden auf der Bob- und Rennschlittenbahn im Canada Olympic Park statt. Sowohl die Bob- als auch Rodelbewerbe waren von der Witterung beeinflusst, weil die böigen Winde manchmal Sand in die Bahn wehten.

### Eishockey
Am Eishockeyturnier für Männer nahmen zwölf Mannschaften teil.
Gewinnen konnte die Sowjetunion vor Finnland und Schweden. Gastgeber Kanada kam nicht über den vierten Platz hinaus. Die USA schieden sogar schon in der Vorrunde aus.
Die Eishockeyspiele wurden in insgesamt drei Eisstadien ausgetragen.

### Eiskunstlauf
Die Eiskunstlaufwettbewerbe wurden im Scotiabank Saddledome und im Stampede Corral ausgetragen.
Bei den Herren gewann der Amerikaner Brian Boitano, bei den Damen Katarina Witt. Bei den Paaren und im Eistanz gelang der Sowjetunion jeweils einen Doppelsieg. Bei den Paaren gewannen Jekaterina Gordejewa/Sergei Grinkow vor Jelena Walowa / Oleg Wassiljew. Im Eistanz gewannen Natalja Bestemjanowa / Andrei Bukin vor Marina Klimowa / Sergei Ponomarenko.

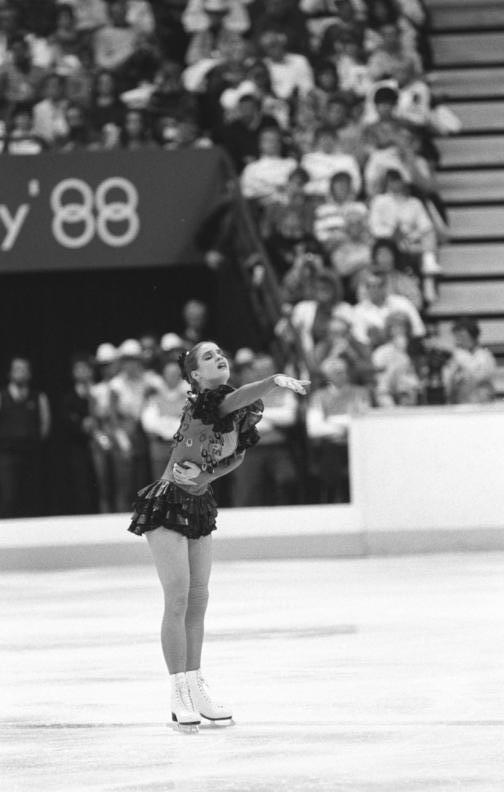
Die DDR-Eiskunstläuferin Katarina Witt

### Eisschnelllauf
Im Olympic Oval wurden zehn Wettbewerbe (fünf für Männer, fünf für Frauen) im Eisschnelllauf ausgetragen.
Bei den Männern gewannen folgende Athleten: 500 Meter Uwe-Jens Mey (DDR) mit Weltrekord, 1000 Meter Nikolai Guljajew, 1500 Meter André Hoffmann (DDR) sowie in den Disziplinen 5000 und 10.000 Meter, diesen mit Weltrekord, Tomas Gustafson (Schweden).
Bei den Frauen dominierte die Niederländerin Yvonne van Gennip. Sie gewann beim 1500 Meter langen Lauf sowie den Disziplinen 3000 und 5000 Meter, in beiden Distanzen gab es Weltrekord. In der Disziplin 500 Meter gewann die Amerikanerin Bonnie Blair und stellte mit 39,1 Sekunden zugleich einen neuen Weltrekord auf. Die 1000 Meter wurden, ebenfalls mit Weltrekord, von Christa Rothenburger aus der DDR gewonnen.

### Rennrodeln
Im Rennrodeln dominierte wie erwartet die DDR, dementsprechend freute sich die Bundesdeutsche Veronika Bilgeri als Erste im Team „Rest der Welt“.
Bei den Männern gewann im Einsitzer Jens Müller (DDR), im Zweisitzer gelang der DDR ein Doppelsieg. Es gewannen Jörg Hoffmann und Jochen Pietzsch vor Stefan Krauße und Jan Behrendt.
Bei den Frauen konnten die Rodlerinnen aus der DDR zum dritten Mal nach Sapporo 1972 und Sarajevo 1984 einen Dreifachsieg feiern. Die Goldmedaille gewann, wie schon vier Jahre zuvor, Steffi Walter, Silber ging an Ute Oberhoffner und Bronze an die derzeitige Weltmeisterin Cerstin Schmidt. Die Wettbewerbe fanden auf der Bob- und Rennschlittenbahn im Canada Olympic Park statt.

### Ski Alpin
Die alpinen Wettbewerbe wurden etwa 80 Kilometer westlich von Calgary in Kananaskis Country im extra für Olympia errichteten Skigebiet Nakiska.
Neu im Programm waren die Disziplinen Super-G und Kombination.
Bei den Männern gewann in der Abfahrt der Schweizer Pirmin Zurbriggen. Im Super-G gewann der Franzose Franck Piccard. Riesenslalom und Slalom konnte jeweils der Italiener Alberto Tomba für sich entscheiden. Tomba hatte zwar bei den Weltmeisterschaften 1987 Bronze im Riesenslalom gewonnen, doch sein Stern ging erst richtig ab Saisonbeginn 1987/88 auf, als er die Technikbewerbe zu beherrschen begann. Die Kombination gewann der Österreicher Hubert Strolz.
Bei den Damen gewann (überraschend) in der Abfahrt Marina Kiehl aus Westdeutschland. Im Super-G gewann die Österreicherin Sigrid Wolf. Riesenslalom und Slalom wurden jeweils von der Schweizerin Vreni Schneider gewonnen. Die Kombination gewann mit knappem Vorsprung die Österreicherin Anita Wachter.
Wider Erwarten erreichten die Damen und Herren aus Kanada und den USA nur zwei Medaillen, und diese waren Bronze: jeweils Percy in der Abfahrt und dem Super-G der Damen.

### Ski Nordisch

#### Langlauf
Die Langlaufwettbewerbe wurden etwa 105 Kilometer westlich von Calgary in Canmore im Canmore Nordic Centre ausgetragen.
Bei den Männern gewann im 15-Kilometer-Rennen Michail Dewjatjarow aus der Sowjetunion. In der Disziplin 30 Kilometer gewann Alexei Prokurorow aus der Sowjetunion. Im 50-Kilometer-Rennen gewann der Schwede Gunde Svan. Schweden konnte auch die Staffel für sich entscheiden.
Bei den Frauen gab es folgende Siegerinnen: 5 Kilometer Marjo Matikainen (Finnland), 10 Kilometer Vida Vencienė (Sowjetunion), 20 Kilometer Tamara Tichonowa, Staffel Sowjetunion.

#### Nordische Kombination
In der Nordischen Kombination fanden zwei Wettbewerbe für Männer, ein Einzel- und ein Teamwettbewerb, statt. Die Sprungwettbewerbe wurden in Calgary in der Alberta Ski Jump Area, die Langlaufwettbewerbe etwa 105 Kilometer westlich in Canmore im Canmore Nordic Centre Provincial Park ausgetragen.
Im Einzel gewann der Schweizer Hippolyt Kempf vor dem Österreicher Klaus Sulzenbacher und Allar Levandi aus der Sowjetunion. Die Staffel gewann die Bundesrepublik Deutschland. Für Österreich waren dies die ersten olympischen Medaillen in dieser Disziplin; Sulzenbacher war bereits vier Jahre zuvor bei den Spielen in Sarajevo durch Rang 9 aufgefallen.

#### Skispringen
Im Skispringen wurden insgesamt drei Wettbewerbe im Canada Olympic Park in der Alberta Ski Jump Area ausgetragen, die der Finne Matti Nykänen dominierte. Nykänen gewann den Wettbewerb auf der Großschanze sowie auf der Normalschanze. Auch in der Mannschaft siegte er mit Finnland. Allerdings hatten die Skispringer mit starken Winden und Nebel zu kämpfen, die die Wettbewerbe zu einem Glücksspiel werden ließen. Die beiden, an einen kahlen Berghang gesetzten, Sprungschanzen waren den Böen schutzlos ausgeliefert.
Der Brite Michael Edwards, bekannt als „Eddie The Eagle“, wurde als Exot zur Hauptattraktion und zum Publikumsliebling. Er war mehr komisches Talent als ernst zu nehmender Sportler und wurde auf beiden Schanzen abgeschlagen Letzter.

### Demonstrationswettbewerbe

#### Curling
Nach einer langen Pause seit 1932 wurde Curling wieder als Demonstrationswettbewerb ausgetragen. Dieser fand in der Max Bell Arena statt.
Das Männerturnier gewann Norwegen mit Skip Eigil Ramsfjell mit einem 10:2-Finalsieg über das Schweizer Team vom CC Solothurn mit Skip Hansjörg Lips. Kanada war mit einem Team aus Calgary vertreten und erreichte den dritten Rang. Das westdeutsche Team vom EV Füssen mit Skip Andreas Kapp belegte zusammen mit Dänemark den sechsten Rang.
Erstmals wurde auch ein Turnier der Frauen durchgeführt. Dort besiegten die Kanadierinnen um Skip Linda Moore im Finale das schwedische Team mit Skip Elisabeth Högström mit 7:5 und gewannen die Goldmedaille. Die Bronzemedaille holte sich Norwegen mit Skip Trine Trulsen. Das westdeutsche Team vom SC Riessersee mit Skip Andrea Schöpp platzierte sich auf dem vierten Rang und das Schweizer Team vom Bern Egghölzi Damen CC mit Skip Cristina Lestander wurde Siebter.

#### Freestyle-Skiing
Erstmals bei Olympia wurden Wettbewerbe im Freestyle-Skiing ausgetragen. Diese fanden vom 21. bis 25. Februar 1988 im Canada Olympic Park statt. Gleichzeitig waren die Wettbewerbe die 2. Freestyle-Skiing-Weltmeisterschaft.
Bei den Männern gewann im Ballett der Westdeutsche Hermann Reitberger, im Springen gelang dem Kanadier Jean-Marc Rozon ein Heimsieg. Auf der Buckelpiste gewann der Schwede Håkan Hansson.
Bei den Frauen holte im Ballett die Französin Christine Rossi Gold. beim Springen gelang dies der Amerikanerin Melanie Palenik. Auf der Buckelpiste gewann die Westdeutsche Tatjana Mittermayer.

#### Shorttrack
Erstmals war Shorttrack olympisch, wenn auch nur als Demonstrationssportart. Die Wettbewerbe wurden im Max Bell Centre ausgetragen.
Bei den Männern gewann der Brite Wilf O’Reilly in den Disziplin 500 und 1000 Meter. Bei den 1500 und 3000 Meter langen Strecken kamen die Sieger jeweils aus Südkorea. In der Disziplin 1500 Meter gewann Kim Ki-hoon, 3000 Meter gewann Lee Joon-ho. Die 5000-Meter-Staffel konnte die Niederlande für sich entscheiden.
Bei den Frauen gab es folgende Siegerinnen: 500 Meter Monique Velzeboer (Niederlande), 1000 Meter Li Yan (China), 1500 Meter Sylvie Daigle (Kanada), 3000 Meter Eiko Shishii (Japan), 3000-Meter-Staffel Italien.

#### Behindertenskisport
In Calgary wurden vier Vorführungswettbewerbe im Behindertenskisport mit insgesamt 25 Athleten und 18 Athletinnen ausgetragen.
Die 5-Kilometer-Langläufe für Blinde wurden mit Hilfe von Begleitläufern absolviert. Bei den Männern gewann der Norweger Hans Aalien und bei den Frauen die Österreicherin Veronika Preining.
Daneben wurde ein Riesenslalom für Oberschenkelamputierte durchgeführt. Diesen konnte der bundesdeutsche Alexander Spitz sowie die US-Amerikanerin Diana Golden für sich entscheiden.

## Herausragende Sportler und Leistungen
| Die erfolgreichsten Teilnehmer | Die erfolgreichsten Teilnehmer | Die erfolgreichsten Teilnehmer  | Die erfolgreichsten Teilnehmer | Die erfolgreichsten Teilnehmer | Die erfolgreichsten Teilnehmer | Die erfolgreichsten Teilnehmer | Die erfolgreichsten Teilnehmer |
| Rang                           | Sportler                       | Land                            | Sportart                       | Gold                           | Silber                         | Bronze                         | Gesamt                         |
| ------------------------------ | ------------------------------ | ------------------------------- | ------------------------------ | ------------------------------ | ------------------------------ | ------------------------------ | ------------------------------ |
| 1                              | Matti Nykänen                  | Finnland                        | Skispringen                    | 3                              | 0                              | 0                              | 3                              |
| 1                              | Yvonne van Gennip              | Niederlande                     | Eisschnelllauf                 | 3                              | 0                              | 0                              | 3                              |
| 3                              | Tamara Tichonowa               | Sowjetunion                     | Langlauf                       | 2                              | 1                              | 0                              | 3                              |
| 3                              | Frank-Peter Roetsch            | Deutsche Demokratische Republik | Biathlon                       | 2                              | 1                              | 0                              | 3                              |
| 5                              | Gunde Svan                     | Schweden                        | Langlauf                       | 2                              | 0                              | 0                              | 2                              |
| 5                              | Alberto Tomba                  | Italien                         | Ski Alpin                      | 2                              | 0                              | 0                              | 2                              |
| 5                              | Vreni Schneider                | Schweiz                         | Ski Alpin                      | 2                              | 0                              | 0                              | 2                              |
| 5                              | Tomas Gustafson                | Schweden                        | Eisschnelllauf                 | 2                              | 0                              | 0                              | 2                              |

Die erfolgreichsten Olympioniken dieser Spiele waren der finnische Skispringer Matti Nykänen und die niederländische Eisschnellläuferin Yvonne van Gennip mit jeweils drei Goldmedaillen.
Der Italiener Alberto Tomba und die Schweizerin Vreni Schneider gewannen beide bei ihren ersten Olympischen Spielen die Goldmedaillen im Riesenslalom und Slalom.
Mit 11 Jahren und 256 Tagen war die chinesische Eiskunstläuferin Liu Luyang die jüngste Teilnehmerin dieser Winterspiele. Sie belegte im Eistanz den 19. und somit zweitletzten Platz. Ältester Teilnehmer war der Bobfahrer Harvey Hook von den Amerikanischen Jungferninseln mit 52 Jahren und 197 Tagen. Er kam mit dem Zweierbob bei 41 teilnehmenden Teams auf Platz 35.

## Kritik
Vom Chefredakteur der Schweizer Sportzeitung „Sport Zürich“, Peter A. Frei, wurde, vor allem in einem Gespräch mit FIS-Präsident Marc Hodler, recherchiert, dass Geldnot und falsche Statistiken der Veranstalter zum Chaos und den Verschiebungen geführt hatten. Neben den Sprungschanzen seien auch für die alpinen Rennen und die Bobbahnen ursprünglich ganz andere Standorte präsentiert worden. Hodler erklärte, sein Verband habe bei der Auswahl der Wettkampfstätten keine Chance gehabt. So habe bei der Evaluation der in der Nähe von Nakiska gelegene dreifache Olympiakandidat Banff dreimal verloren, weil die dortigen Pisten im Banff-Nationalpark liegen und der Erfolg der Bewerbung von Umwelt-, Tier- und Naturschützern verhindert worden sei. Calgary habe deshalb von Anfang an versprochen, keinesfalls den Nationalpark zu tangieren. Die FIS habe sich bei der Suche nach idealen Orten beteiligt und für die Langläufer in Canmore, trotz der 120 km Entfernung, ein windgeschütztes Gebiet gefunden. Spray Lakes mit dem Mount Sparrowhawk, anderthalb Kilometer von Canmore entfernt, wäre ideal für die Alpinbewerbe gewesen, und es sei von der Regierung Albertas mit Premierminister Peter Lougheed versprochen worden, dorthin eine Straße und weitere Bauten zu erstellen. Doch als Anfang der 1980er Jahre der Ölpreis fiel, habe der zu einem großen Teil davon abhängigen Provinz plötzlich das Geld gefehlt, um das vorgesehene, vom Chinook geschützte Gelände, 130 km vom olympischen Dorf entfernt, für die alpinen Wettbewerbe zu erschließen. Skisprungschanzen und Bobbahn hätten in Bragg Creek, 50 km entfernt, gebaut werden sollen. Es hätte dort weitgehend Naturschanzen gegeben, nur sechs Meter des Turms hätten oben herausgeschaut. Der große Teil des Anlaufs und der Schanzentisch wären beidseitig durch Wald geschützt gewesen. Hinsichtlich früherer Beginnzeiten der Sprungwettbewerbe habe es den Einwand des Fernsehens gegeben, dass man keine Aufnahmen machen könne, weil die Kameras direkt in die Sonne gerichtet werden. Bei den Alpinen war wegen der langen Anreise eine Beginnzeit vor 10 Uhr nicht möglich, da die Aktiven sonst um 4 Uhr hätten aufstehen müssen, um nach Nakiska gebracht werden zu können. Grundsätzlich habe es mit der TV-Gesellschaft ABC keinen ernsthaften Streit gegeben. Laut dem Olympiaheft „Record '88“ vom Juni 1984, dem offiziellen Organ des Organisationskomitees, habe «erst am 16. Mai 1984 die Regierung von Alberta die großen Linien des Plans zur Erschließung des Mount Allen bekanntgegeben».
In einer Abschlusserklärung wies IOC-Präsident Samaranch die Vorwürfe zurück, Calgary habe durch die falsche Wahl der Sportanlagen und des Austragungstermins für Wettbewerbsverzerrungen gesorgt. Die Spiele seien ohne jegliche politische Spannungen zu Ende gegangen, es habe hervorragende Wettkämpfe gegeben und die besten Athleten hätten gewonnen. Auch das Skispringen habe regulär geendet. Die Windverhältnisse wären ungewöhnlich und die schwierigsten seit 22 Jahren gewesen. Trotzdem habe Calgary die bisher bestorganisierten Spiele gezeigt. Von den Demonstrationsbewerben habe Freestyle-Ski die größte Resonanz gefunden. Er gehe davon aus, dass die Winterspiele jetzt immer 16 Tage dauern werden.

## Geldfragen
Laut einem Bericht der Arbeiter-Zeitung hätten die Fernsehstationen Verluste von rund 300 Mio. Schilling (d. h. mehr als 40 Millionen DM) hinnehmen müssen, weil die Übertragungsrechte von 3,7 Milliarden Schilling (über 500 Millionen DM) zu hoch gewesen seien. Die Pressekommentare zu den Spielen waren durchgehend wegen der dortigen kommerziellen Interessen und des Fernseh-Einflusses negativ.
Anderseits gab es aber auch Berichte über Gewinne: So sei laut einer Zwischenbilanz der zunächst bekannt gegebene Gewinn von 27 Mio. US-$ mit 33 bis 41 Mio. US-$ weit übertroffen worden.

## Erwähnenswert
- 6.838 akkreditierte Journalisten berichteten über das Ereignis.
- Problematisch waren die Wetterbedingungen: klirrender Frost wechselte sich mit starken, warmen Föhnstürmen ab. Gegen das Anraten einheimischer Experten, aber im Sinne der übertragenden Fernsehrechteinhaber, fanden die Spiele in einer in Calgary üblicherweise ungünstigen Wetterphase statt.
- Es waren Spiele »der weiten Wege«, denn das Langlaufgelände in Canmore liegt 120 km vom Stadtzentrum, wo sich der Saddledome (Eishockey- und Eiskunstlauf-Stadion) befindet, weg. Der Canada Olympic Park (Springen, Bob, Rodeln) war rund 85 km von Nakiska (alpine Disziplinen) und die Schanzen für die Nordischen Kombinierer waren 100 km vom Langlaufgelände entfernt.[13]
- Der österreichische Teamarzt Jörg Oberhammer wurde zwischen den beiden Durchgängen des Herren-Riesenslaloms von einer Pistenraupe erfasst und verstarb daraufhin. Er gehörte zwar nicht der offiziellen Olympiadelegation an, stand aber dem ÖSV zur Hilfe.[14]
- Im Skispringen wurde erstmals ein Teamspringen ausgetragen.
- Die beiden Sprungtürme hatten 18 Mio. Dollar gekostet. Die kritischen Stimmen, an einer so exponierten Stelle die Sprunganlagen zu bauen, wurden von den Sponsorinteressen übertrumpft. Zudem hätte die FIS der Verlegung in den Olympic Park nicht zustimmen dürfen, denn bei der Vergabe an Calgary (1981 in Baden-Baden) wurde von einem anderen Standort gesprochen.[15]
- Tomas Gustafson, Sieger über 5000 m, war der erste Eisschnellläufer der Geschichte, der seinen Olympiasieg wiederholen konnte. In Sarajevo hatte er in 7:12,28 Minuten und mit zwei Hundertstel Sekunden Vorsprung gesiegt, diesmal war er in 6:44,63 Minuten über die Ziellinie gekommen. Er verfehlte den – auch in Calgary erzielten – Weltrekord von Geir Karlstad um 1,04 Sekunden.[16]
- Als großes Problem erwiesen sich auch diverse Rettungsmaßnahmen bei Verletzungen, weil auf Grund der in Kanada herrschenden Gesetzgebung nur einheimische Ärzte den Verunglückten »Hilfeleistung« bieten durften und außerdem wegen der Naturschutzgesetze großteils Hubschrauberlandungen nicht erlaubt waren.
- Die offiziellen Maskottchen der Winterspiele waren die Polarbären-Zwillinge Hidy und Howdy.